# Bir Jdid
Bir Jdid è una città marocchina che si trova a circa 45 km a sud di Casablanca e 50 km a nord di El Jadida.
Fondata intorno al 1920-1922 da una comunità di francesi che risiedeva in Marocco arrivati con l'annessione sotto protettorato da parte della Francia.
Il fondatore di Bir Jdid, agli atti del protettorato franco-marocchino Saint Hubert, si chiamava Pierre Parent, nato a Péronne nella Somme.
Oggi Bir Jdid è una città in crescita economica, si sta instaurando un forte polo industriale e l'edilizia è in crescita per la fuga di gente dalle grandi città come Casablanca e El Jadida, dato che da Bir Jdid passa l'autostrada A5 facilitando gli spostamenti.